# Aleksandras Stulginskis
Aleksandras Stulginskis (26. února 1885 Kutaliai – 22. září 1969 Kaunas) byl druhý prezident Litvy, zastával svůj úřad v letech 1920–1926. Krátce byl také úřadujícím prezidentem během převratu v roce 1926.

## Život
Studoval teologii v kaunaském semináři a na Innsbrucké univerzitě, avšak rozhodl se nebýt knězem a přešel na Institut zemědělských věd na univerzitě v Halle. Absolvoval v roce 1913. Pak se vrátil do Litvy a začal pracovat jako zemědělec. Publikoval mnoho článků o agronomii v litevském tisku. V roce 1918 začal vydávat časopisy Ūkininkas (Farmář) a Ūkininko kalendorius (Farmářský kalendář).
Během první světové války se přestěhoval do Vilniusu. Byl zde jedním ze zakladatelů Litevské křesťanskodemokratické strany (Lietuvos krikščionių demokratų partija), strany litevské katolické menšiny. V roce 1917 byl zvolen předsedou jejího ústředního výboru. Podepsal memorandum pro prezidenta Woodrowa Wilsona, které vyzývalo k uznání litevské státnosti Spojenými státy. Na rozdíl od Smetony se Stulginskis orientoval na síly Dohody.
Byl jedním ze spoluorganizátorů Vilniuské konference, na níž se zrodil moderní litevský stát. Byl zde zvolen do Litevské rady, jakési provizorní vlády, která převzala kontrolu nad zemí. Dne 16. února 1918 spolupodepsal Zákon o nezávislosti Litvy. Byl zastáncem demokratické a republikánské formy nového státu. Po vzniku státu byl pověřen organizací národní armády a obranou země proti agresi bolševiků a Poláků. Mnohokrát působil jako ministr (ministr bez portfeje, zemědělství, stravování, veřejných prací, zahraničních věcí, vnitra), v letech 1920–1922 byl předsedou Ústavodárného shromáždění Litvy. Roku 1919 byl jedním ze zakladatelů Farmářské banky (Ūkio bank). V letech 1926 až 1927 byl znovu předsedou parlamentu.
Po protidemokratickém převratu se stáhl z politiky a pracoval na svém statku. V roce 1941 byl i s manželkou zatčen sovětskou tajnou policií NKVD a deportován do gulagu v Krasnojarské oblasti (jeho žena byla deportována do Komijské oblasti). V roce 1952 byl sovětskými úřady oficiálně odsouzen k 25 letům vězení za "protisocialistickou a klerikální politiku v předválečné Litvě". Vězněn byl ve věznici ve Vladimiru. Roku 1954 mu byl zmírněn trest na vyhnanství v Komijské oblasti. Po odhalení "kultu osobnosti" v roce 1956 byl propuštěn a bylo mu nabídnuto legálně emigrovat, ale odmítl. Vrátil se do Litvy (okupované v té době Sověty). V letech 1957–1960 pracoval v Zahradnické zkušební stanici ve Vytėnai. Posléze se usadil v Kaunasu, kde zemřel ve věku 84 let, jako poslední ze signatářů Zákona o nezávislosti Litvy z roku 1918.
V Kaunasu po něm byla později pojmenována univerzita.